# Gymnocorymbus ternetzi
Cá cánh buồm ngũ sắc (Danh pháp khoa học: Gymnocorymbus ternetzi). Chúng có nhiều tên gọi như cá Bánh lái, cá hắc quần, cá váy và nhiều tên gọi bằng tiếng Anh như Black widow, Butterfly tetra, Blackamoor, black skirt tetra, petticoat tetra, high-fin black skirt tetra. Chúng phân bố ở Nam Mỹ từ Paraguay đến Argentina. Chúng được thế giới biết đến vào khoảng thập niên 30-50, nhờ hình dáng nhỏ nhắn dễ thương nên chúng rất được ưa chuộng và trở thành một loại cá phổ biến trên thị trường. Cá cánh buồm dễ nuôi hiền lành và tuổi thọ cao được nhiều cư dân thủy sinh yêu thích.

## Đặc điểm
Cá dài đến 6 cm, thân cá hình oval, một nửa phía sau cùng với vây hậu môn, vây lưng, đều màu đen trừ phần đuôi của chúng là trong suốt. Cá cánh buồm trống có vây dài, thân cá thon thả, màu đen trên mình hiện rõ, ở vây lưng cá có những hạt đen lấm chấm, vây hâu môn rộng bản hơn cá mái.Cá mái có vây ngắn hơn cá đực, màu sắc nhạt hơn, thân hình cá tròn trịa, đầy đặn. Về tổng thể, chúng có màu đen ánh bạc. Cá Cánh Buồm có 3 vệt đen trên thân mình: 1 vệt chạy dọc xuống mắt, 2 vệt còn lại ở mang và vây lưng, Những vệt này chỉ xuất hiện khi cá đã trưởng thành, tức là chiều dài của cá khoảng từ 3,5–5 cm.
Chúng sống ở tầng nước giữa và là loài ăn tạp, thức ăn bao gồm trùng chỉ, giáp xác, côn trùng, thức ăn viên. Cá cánh buồm đa số bơi tần giữa và đáy. Cá bơi theo đàn, nên thả nhóm từ sáu con trở lên. Cá thích hợp bể nuôi chung với các loài nhanh nhẹn và vây ngắn vì cá có tập tính rỉa vây cá khác. Cá dễ nuôi, thích hợp cho người mới nuôi cá cảnh. Đây là loại cá hiền lành, thân thiện, có thể nuôi chung với neon, ông tiên, cá đĩa,... Để màu sắc của chúng trở nên nổi bật và đẹp hơn, nên nuôi loài cá này thành đàn sáu con trở lên.

## Sinh sản
Cá dễ sinh sản trong bể nuôi, đẻ trứng phân tán, chọn giá thể là cây thủy sinh cho trứng dính, trứng nở sau 2 – 3 ngày. Để có thể ép đẻ, nên thả ít nhất 3 cặp cá để chúng bắt cặp, nhưng điều kiện cá mái phái có trứng (có thể nhận biết bằng cách tắt đèn và dùng đèn pin rọi từ phía sau mình cá), hồ ép đẻ nên khoảng 50x40x40 và phía dưới đặt một tấm lưới inox cách đáy hồ khoảng 2 cm. Sau 2 ngày, khi thấy bụng cá cánh buồm mái xẹp và có những hạt li ti màu vàng vàng ở dưới đáy hồ thì bắt hết cá ra, sau khoảng 1-2 ngày sau, cá con mới nở. Cho cá cánh buồm con ăn bobo, Artemia. Sau 6 tháng là cá con đã thành thục sinh dục và có thể cho ép đẻ tiếp.